# Freiwasserweltmeisterschaften 2010
Die Freiwasserweltmeisterschaften 2010 fanden vom 15. bis 23. Juli 2010 im kanadischen Roberval statt. Es wurden die traditionellen Einzelwettbewerbe für Frauen und Männer über die Distanzen 5, 10 und 25 Kilometer ausgetragen werden.
Jeweils zwei der sechs Titel gingen an italienische bzw. US-amerikanische Athleten. Bei den Frauen gewann Eva Fabian über 5 Kilometer, Martina Grimaldi über 10 Kilometer sowie Linsy Heister über 25 Kilometer. Bei den Männern sicherte sich Thomas Lurz den Titel über 5 Kilometer, Valerio Cleri siegte über 10 Kilometer und Alexander Meyer über 25 Kilometer.

## Ergebnisse Männer
| Wettbewerb | Gold            | Gold       | Silber          | Silber     | Bronze              | Bronze     |
| ---------- | --------------- | ---------- | --------------- | ---------- | ------------------- | ---------- |
| 5 km       | Thomas Lurz     | 57:42.6    | Jewgeni Dratzew | 57:44.1    | Francis Crippen     | 57:46.5    |
| 10 km      | Valerio Cleri   | 2:00:59.3  | Jewgeni Dratzew | 2:01:00.6  | Wladimir Djattschin | 2:01:03.0  |
| 25 km      | Alexander Meyer | 5:32:39.38 | Valerio Cleri   | 5:32:40.40 | Petar Stojschew     | 5:33:50.29 |

## Ergebnisse Frauen
| Wettbewerb | Gold             | Gold        | Silber                      | Silber      | Bronze            | Bronze      |
| ---------- | ---------------- | ----------- | --------------------------- | ----------- | ----------------- | ----------- |
| 5 km       | Eva Fabian       | 1:02:00.99  | Giorgia Consiglio           | 1:02:01.09  | Ana Marcela Cunha | 1:02:02.69  |
| 10 km      | Martina Grimaldi | 2:05:45.200 | Giorgia Consiglio           | 2:05:57.400 | Yanqiao Fang      | 2:05:59.100 |
| 25 km      | Linsy Heister    | 5:52:13.06  | Margarita Dominguez Cabezas | 5:55:59.29  | Célia Barrot      | 5:57:02.87  |